# Salcedo (Ilocos Sur)
Salcedo (Baugen) ist eine Stadtgemeinde in der philippinischen Provinz Ilocos Sur. In dem 103,4 km² großen Gebiet lebten im Jahre 2015 11.288 Menschen, wodurch sich eine Bevölkerungsdichte von 109 Einwohnern pro km² ergab. Die Gegend ist größtenteils hügelig, steigt aber im Osten steil bis 800 Meter an.
Salcedo ist in folgende 21 Baranggays aufgeteilt:
| - Atabay - Calangcuasan - Balidbid - Baluarte - Baybayading - Boguibog - Bulala-Leguey - Kaliwakiw - Culiong - Dinaratan - Kinmarin | - Lucbuban - Madarang - Maligcong - Pias - Poblacion Norte - Poblacion Sur - San Gaspar - San Tiburcio - Sorioan - Ubbog |

Anmerkung: Población (spanisch für Population) bezeichnet auf den Philippinen mehrere im Zentrum einer Stadtgemeinde liegende Barangays.